# Magazyn Internet
Magazyn Internet (zapis stylizowany Magazyn INTERNET) – pierwsze polskie czasopismo komputerowe poświęcone głównie tematyce Internetu. Magazyn miał formę miesięcznika, ukazywał się od 1995 roku. Powstanie pisma było związane z upadającym Bajtkiem, a szczególnie z redakcją C&A oraz Atari Magazynu. Z tych dwóch redakcji powstał zespół tworzący Magazyn INTERNET.
Odbiorcami pisma od początku byli przeciętni użytkownicy Internetu, ważną rolę spełniały więc informacje dla początkujących, opisy programów i recenzje serwisów internetowych. Drugim nurtem pisma było tworzenie na potrzeby sieci WWW, czyli artykuły na temat języków programowania (np. PHP) i opisu strony (HTML, CSS). W nowym tysiącleciu pismo skierowało się ku mniej technicznie zaawansowanym czytelnikom, tematykę uzupełniono natomiast o sprawy związane z e-biznesem. Od początku 2006 r. ukazywał się także dwumiesięcznik Internet Maker przeznaczony dla web designerów i webmasterów.
Pismo od początku ukazywało się z dołączoną płytą CD, na której poza programami związanymi z Internetem umieszczano również wybrane strony internetowe do przeglądania offline. Miało to znaczenie szczególnie w latach 90., gdy większość użytkowników Internetu w Polsce korzystała z połączeń modemowych. Popularność stałych łączy internetowych w Polsce sprawiła, że od roku 2005 część nakładu pisma ukazywała się bez płyty CD, jako Magazyn Internet Online – zaś programy i materiały opisywane w piśmie można było pobrać z jego strony internetowej.
Ostatni numer pisma wydany na papierze ukazał się we wrześniu 2008 r. Od tego czasu magazyn działał w formie serwisu internetowego, w którym ukazywały się darmowe artykuły.